# Gefechtskehrtwende
Die Gefechtskehrtwende war ein besonders bei der Kaiserlich Deutschen Marine oft exerziertes Manöver eines Flottenverbandes. Mit diesem Manöver konnte ein in Kiellinie laufender Verband in kurzer Zeit wenden und unter Wiederherstellung der Kiellinie auf Gegenkurs gehen.

Zwei Schiffe führen eine Gefechtskehrtwende aus.

Im Prinzip drehten alle Schiffe des Verbandes zur selben Seite ab, fuhren eine 180-Grad-Wendung, um dann auf Gegenkurs wieder eine Kiellinie zu bilden, wobei das zu Anfang letzte Schiff der Linie nunmehr das erste war und umgekehrt.
Dieses im Prinzip einfache Manöver verlangt für seine Durchführung jedoch einen exakten Zeitablauf. Wenden die Schiffe nicht fast gleichzeitig, so verändern sich die Abstände zwischen den Schiffen. Beginnt das am Anfang des Manövers vorne laufende Schiff seine Wendung früher als das ihm folgende, so vollendet es seine Wendung auch früher und befindet sich von da an auf Kurs zu der Stelle, wo das folgende Schiff seine Wendung beenden wird. Wegen der geringen Entfernungen zwischen den einzelnen Schiffen in der Kiellinie besteht in diesem Fall große Kollisionsgefahr, was dazu führt, dass Ausweichmanöver durchgeführt werden müssen, die ihrerseits zu einem Auflösen der Formation führen werden. Mit aufgelöster Formation kann ein Kampfverband jedoch weder effektiv geführt werden noch koordiniert kämpfen. Da die Wiederherstellung einer Formation während einer Schlacht nicht möglich ist, wäre diese bei einem Misslingen des Manövers verloren.

Das führende Schiff wendet früher als das folgende, es besteht akute Kollisionsgefahr.

Vor Einführung des Sprechfunks gab es zunächst keine Möglichkeit, das Abdrehen der einzelnen Schiffe ausreichend zu synchronisieren, da innerhalb der Kiellinie Sichtzeichen (mit Flaggen oder Scheinwerfern) nur von den direkt vor und hinter dem Signalgebenden fahrenden Schiff gesehen werden konnten. Diese mussten das Signal dann für die nächsten Schiffe in der Linie wiederholen usw. Aus diesem Grund galt das Manöver allgemein als praktisch undurchführbar.
Der deutschen Marine gelang es jedoch, das Problem auf einfache Art zu lösen: Das Signal zum Ausführen des Manövers wurde von Schiff zu Schiff durchgereicht. Erhielt das letzte Schiff in der Kiellinie das Signal, wendete es. Jedes weitere Schiff wendete nun, sobald zu sehen war, dass das ihm folgende Schiff seine Wende eingeleitet hatte. Auf diese Weise begannen die Schiffe zwar nicht gleichzeitig, aber doch mit geringer Verzögerung von hinten nach vorne mit der Wendung. Da in diesem Fall die hinten fahrenden Schiffe früher wendeten als die vorne fahrenden, gab es keine Kollisionsgefahr, da sich die Abstände zwischen den einzelnen Schiffen dadurch vergrößerten. Die Kiellinie wurde dadurch zwar in die Länge gezogen, dies war jedoch ein akzeptabler Preis für die Durchführung des Manövers, da es ein effektives Gegenmanöver zum Crossing the T darstellte. Mit Hilfe der Gefechtskehrtwende schaffte es das Gros der deutschen Marine in der Skagerrakschlacht zweimal, aus dem eigentlich vernichtenden „Crossing the T“ der Royal Navy zu entkommen.